# Braquage à New York
Pour plus de détails, voir Fiche technique et Distribution.
Braquage à New York ou Le Crime d'Henry au Québec est un film policier américain de Malcolm Venville sorti en 2011.

## Synopsis
Henry, un homme au grand cœur, est accusé à tort d'avoir cambriolé une banque de Buffalo dans l'État de New York. Libéré de prison, il décide de dévaliser cette même banque.

## Fiche technique
- Titre original : Henry's Crime
- Titre français : Braquage à New York
- Titre québécois : Le crime d'Henry
- Réalisation : Malcolm Venville
- Scénario : Sacha Gervasi, David N. White, Stephen Hamel
- Direction artistique :
- Décors : Laura Hyman
- Costumes :
- Photographie : Paul Cameron
- Son :
- Montage : Curtiss Clayton
- Musique :
- Production : Lemore Syvan, Keanu Reeves, Stephen Hamel, David Mimran, Scott Fischer
- Sociétés de production : Moving Pictures, First Star Films, Mimran Schur Pictures, Inspired Actions et Company Films
- Société(s) de distribution :
- Budget : 12 000 000 $
- Pays d'origine :  États-Unis
- Langue originale : anglais
- Format : Couleurs - 35 mm - 2.35:1 - Son Dolby numérique
- Genre : Comédie dramatique
- Durée : 108 minutes
- Dates de sortie :
  -  États-Unis : 14 janvier 2011[1]
  -  France : 23 janvier 2013 (DVD)[2]

## Distribution
- Keanu Reeves (VF : Jérôme Keen ; VQ : Daniel Picard) : Henry Torne
- Judy Greer (VQ : Julie Burroughs) : Debbie Torne
- Vera Farmiga (VF : Marie-Madeleine Burguet-Le Doze) : Julie
- James Caan (VF : Bernard Tiphaine ; VQ : Denis Gravereaux) : Max Saltzman
- Peter Stormare (VF : Loïc Houdré ; VQ : Manuel Tadros) : Darek Millodragovic
- Fisher Stevens (VQ : Denis Roy) : Eddie Vibes
- Bill Duke : Frank
- Currie Graham : Simon
- David Costabile (VQ : Daniel Lesourd) : Arnold

Sources et légende : Version française (VF) sur RS Doublage Version québécoise (VQ) sur Doublage Québec

## Production

### Lieu de tournage
La banque que vise Henry dans le film est aussi une banque dans la réalité, c'est la ATM (M&T Bank) située au 1 Fountain Plaza à Buffalo dans l'État de New York, à l'intersection de Main St et West Huron St.